# (24112) 1999 VO23
A (24112) 1999 VO23 a Naprendszer kisbolygóövében található aszteroida. Charles W. Juels fedezte fel 1999. november 14-én.